# Puerto Muerto
Puerto Muerto — чиказький інді-рок гурт, до складу якого входило колишнє подружжя Тім Келлі та Кріста Маєр. Тім грав на гітарах та деяких інших струнних інструментах, Кріста — на ударних. Разом вони пишуть і виконують: у Маєр — від альта до меццо-сопрано, Келлі — баритон. На творчість гурту надихнули Ray Davies, Gustav Mahler, The Clash, Kurt Weill, Dr. Dre та Günther Grass. Тематика пісень Puerto Muerto різноманітна — від почуттів любові один до одного, історії про французьких піратів, диких індіанців, та про трагічну долю дітей підкидьок.
Пара розлучилася під час написання та запису останнього альбому Drumming for Pistols, випущеного в лютому 2010 року.

## Альбоми
- 2003 — Your Bloated Corpse Has Washed Ashore
- 2004 — See You in Hell
- 2005 — Songs of Muerto County
- 2005 — Songs of Muerto County Revisited
- 2006 — Chamber Music (James Joyce)
- 2008 — I Was a Swallow
- 2010 — Drumming For Pistols

## Сингли
- 2004 — «Crimson Beauty»
- 2004 — «San Pedro/Sorrow»
- 2004 — «Stars»
- 2007 — «What Have I Done»

## Мініальбоми
- 2003 — «Elena»
- 2007 — Heaven & Dirt